# Kanton Romans-sur-Isère
Der Kanton Romans-sur-Isère ist seit 2015 ein französischer Wahlkreis im Arrondissement Valence, im Département Drôme und in der Region Auvergne-Rhône-Alpes; sein Hauptort ist Romans-sur-Isère.

## Gemeinden
Der Kanton besteht aus neun Gemeinden und Teilgemeinden mit insgesamt 30.907 Einwohnern (Stand: 2022) auf einer Gesamtfläche von 103,85 km²:
| Gemeinde                | Einwohner 1. Januar 2022 | Fläche km² | Dichte Einw./km² | Code INSEE | Postleitzahl |
| ----------------------- | ------------------------ | ---------- | ---------------- | ---------- | ------------ |
| Châtillon-Saint-Jean    | 1.299                    | 8,82       | 147              | 26087      | 26750        |
| Clérieux                | 1.952                    | 13,53      | 144              | 26096      | 26260        |
| Génissieux              | 2.422                    | 8,93       | 271              | 26139      | 26750        |
| Mours-Saint-Eusèbe      | 3.404                    | 5,27       | 646              | 26218      | 26540        |
| Peyrins                 | 2.630                    | 25,16      | 105              | 26231      | 26380        |
| Romans-sur-Isère        | 16.035                   | 10,09      | 1.589            | 26281      | 26100        |
| Saint-Bardoux           | 599                      | 10,63      | 56               | 26294      | 26260        |
| Saint-Paul-lès-Romans   | 1.927                    | 15,77      | 122              | 26323      | 26750        |
| Triors                  | 639                      | 5,65       | 113              | 26355      | 26750        |
| Kanton Romans-sur-Isère | 30.907                   | 103,85     | 298              | 2611       | –            |

1. ↑   Nur der östliche Teil der Gemeinde, der Rest gehört zum Kanton Bourg-de-Péage.